# سداة ولحمة

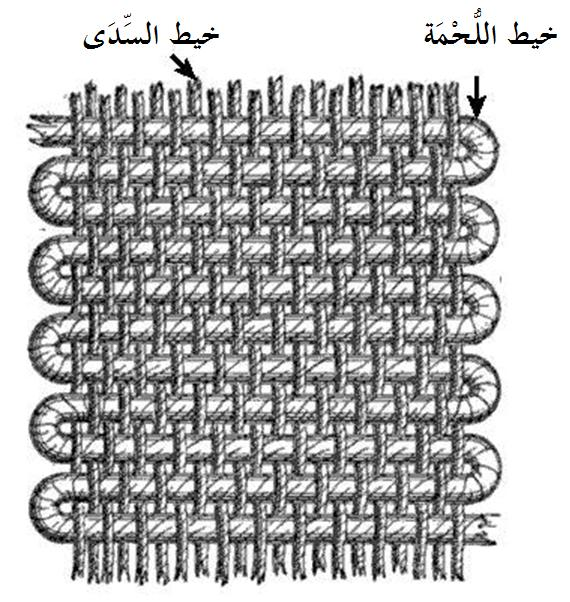
خيوط السدى واللحمة في النسيج السادة

السداة واللحمة هما المكونان الأساسان المستخدمان في النسج لتحويل الخيوط إلى قماش. تُثبت خيوط السداة الطولية مشدودة على إطار أو منسج وتُسحب اللحمة المستعرضة من خلالها تارة فوق السداة وتارت تحتها.